# Ультразвукове очищення

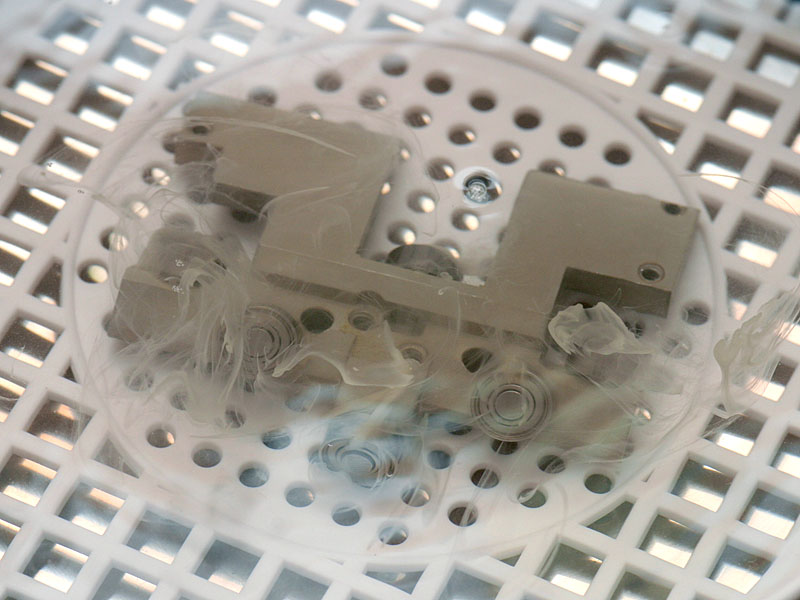
Ультразвукове очищення деталі

Ультразвукове́ очи́щення — це спосіб очищення поверхні твердих тіл в мийному розчині, в який вводяться ультразвукові коливання.
Введення ультразвуку дозволяє не тільки прискорити процес очищення, але і отримати високий ступінь очищення поверхні, а також зменшити обсяг ручної праці та відмовитись від пожежонебезпечних чи токсичних розчинників.

## Принцип ультразвукового очищення
Очищення відбувається за рахунок спільної дії різних нелінійних ефектів, що виникають в рідині під дією потужних ультразвукових коливань. Ці ефекти: кавітація, акустичні течії, звуковий тиск та звукокапілярний ефект, серед яких кавітація відіграє вирішальну роль. Кавітаційні бульбашки, пульсуючи і захлопуючись поблизу забруднень, руйнують їх. Цей ефект відомий як кавітаційна ерозія.
Основні види забруднень, які видаляються в процесі ультразвукового очищення, можна об'єднати в чотири групи:
- тверді і рідкі плівки — різні мастила, оливи, жири, пасти тощо;
- твердий осад — частинки металу чи абразиву, пил, нагар, водорозчинні неорганічні сполуки (накип, флюси) і водорозчинні або частково розчинні органічні сполуки (солі, цукор, крохмаль, білок тощо);
- продукти корозії — іржа, окалина тощо;
- захисні покриття, покриття для консервації та захисту — емалі, смоли тощо.

## Технологія ультразвукового очищення
З точки зору ультразвукового очищення забруднення різняться за трьома ознаками:
- кавітаційною стійкістю, тобто здатністю витримувати мікроударні навантаження;
- міцністю зв'язку з поверхнею, що очищується, стійкістю до відшаровування;
- ступенем взаємодії з мийною рідиною, тобто за ступенем здатності цієї рідини розчиняти або емульгувати забруднення.

Ультразвукове очищення не слід застосовувати, коли кавітаційна стійкість поверхні, що очищається менша за стійкість забруднення. Наприклад, при видаленні пригарних плівок з алюмінієвих деталей існує велика ймовірність руйнування самих деталей.
Кавітаційно стійкі забруднення добре піддаються ультразвуковому очищенню тільки якщо вони слабо пов'язані з поверхнею або взаємодіють з мийним розчином. Такі жирові забруднення, які добре відмиваються в слаболужних розчинах. Покриття з лаку або фарби, окалина, окисні плівки зазвичай кавітаційно стійкі і добре пов'язані з поверхнею. Для ультразвукового очищення від таких забруднень потрібні досить агресивні розчини, тому що тут можлива дія тільки за третьому з перерахованих ознак.
Кавітаційно нестійкі забруднення (пил, пориста органіка, продукти корозії) відносно легко видаляються навіть без застосування спеціальних розчинів.
Залежно від виду забруднень доцільно використовувати такі значення інтенсивності:
- до 1-3 Вт/см² — для забруднень, для забруднень, що легко видаляються (масляних і жирових при механічній обробці виробів, розчинних у мийної рідини осадів, флюсів тощо);
- від 3 до 10 Вт/см² — для забруднень типу полірувальних і притиральних паст, загорнених при обробці тиском фізичних забруднень і мастил, полімеризованих мастил тощо.;
- понад 10 Вт/см² — для забруднень, що важко видаляються (лакових плівок, травильних шламів тощо).

Для очищення довгих каналів малого діаметра використовується високо-амплітудне очищення коливаннями з інтенсивністю до 100 Вт/см².

## Використання
Ультразвукове очищення використовується дуже давно і добре зарекомендувало себе в багатьох галузях промисловості, таких як:
- машинобудування — перед і після обробки деталей і вузлів, перед консервацією та після розконсервації деталей, після зварювання, шліфування, полірування, для усунення оксидних плівок, зняття задирок з деталей;
- приладобудування — миття та полірування оптики, деталей точної механіки, інтегральних схем та друкованих плат;
- медицина — миття та полірування оптики, стерилізація та очищення хірургічних інструментів, ампул, в стоматології та фармацевтичній промисловості;
- ювелірна промисловість — очищення ювелірних виробів після обробки;
- галузь переробки та використання полімерів — очищення фільєр тощо.

## Мийні рідини
Для ультразвукового очищення важливим є правильний підбір мийного розчину, з тим щоб він ефективно розчиняв або емульгував забруднюючі речовини, при цьому по можливості не впливаючи на саму поверхню, що очищається. Остання обставина є особливо важливою, оскільки ультразвук зазвичай значно прискорює фізико-хімічні процеси в рідинах, і агресивна мийна речовина може швидко пошкодити поверхню.
При ультразвуковому очищенні як мийну рідину застосовують просту воду, а також і водні розчини мийних засобів та органічні розчинники. Вибір засобу визначається видом забруднень і властивостями поверхні, що очищається (див. вище).
При використанні органічних розчинників (бензин Б-70, фреон-113, чотирихлористий вуглець, трихлоретилен, ацетон, дихлоретан тощо) ефективно очищують поверхні деталей від полірувальних паст, олій, масел, мастил, вазеліну, парафіну, гудрону. Вони не викликають корозії металу. Маючи малий поверхневий натяг, легко проникають в отвори та щілини і розчиняють в них забруднення.
Широке застосування для ультразвукового очищення знайшли фреони. Це обумовлено їх високою розчинюючою здатністю, незначною токсичністю, негорючістю і можливістю легкої регенерації.
Широке застосування в ультразвукових установках знайшли також і різні лужні розчини. Їх використовують для знежирювання деталей, очищення від мастила, полірувальних паст, металевого пилу, абразивів тощо.

## Оснащення для ультразвукового очищення

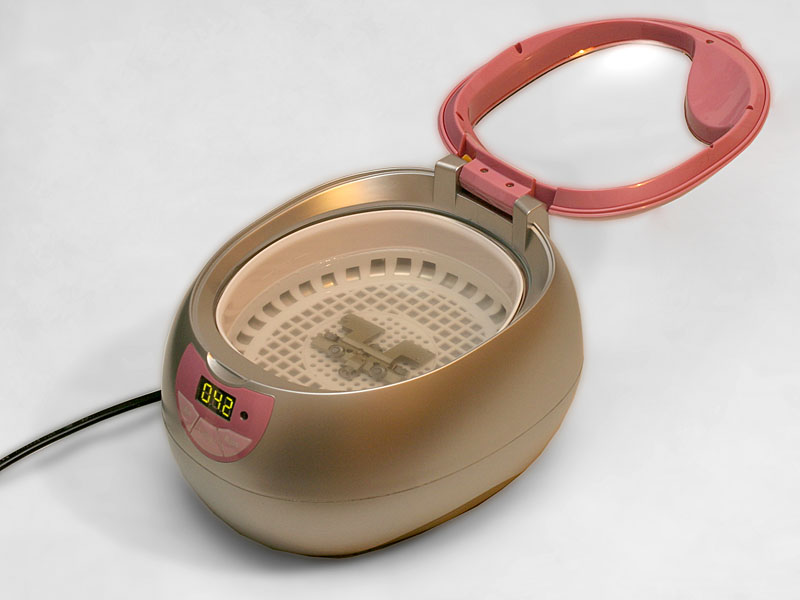
Ультразвукова ванна для очищення деталей

Для ультразвукового очищення необхідною є ємкість з миючим розчином і джерело механічних коливань ультразвукової частоти, що носить назву «ультразвуковий випромінювач». Як випромінювач може використовуватись поверхня ультразвукового перетворювача, корпус ємкості і навіть сама деталь, що очищується. В останніх випадках ультразвуковий перетворювач кріпиться, відповідно, до корпуса або до деталі.
Ультразвуковий перетворювач перетворює електричні коливання, що подаються на нього в механічні такої ж частоти. У більшості установок використовуються частоти від 18 до 44 кГц з інтенсивністю коливань від 0,5 до 10 Вт/см². Верхня межа частотного діапазону обумовлена механізмом утворення і руйнування кавітаційних бульбашок: при дуже великій частоті бульбашки не встигають захлопуватися, що знижує мікроударну дію кавітації.
Перетворювачі можуть бути магнітострикційні або п'єзокерамічні. Перші відрізняються великими розмірами і масою, значно нижчим ККД, однак дозволяють досягати великої потужності до декількох кіловат. П'єзокерамічні перетворювачі є компактнішими, легшими, економічнішими, але потужність їх, зазвичай, не так велика — до декількох сотень ват. Така потужність, втім, достатня для абсолютної більшості застосувань, враховуючи, що у великих установках використовуються відразу декілька випромінювачів.
Найвідомішими пристроями є ультразвукові ванни, установки, що спеціально призначені для ультразвукового очищення. Перетворювачі в таких ваннах зазвичай або вбудовуються в отвори в корпусі, або кріпляться до корпусу, роблячи його випромінювачем, або поміщаються всередину у вигляді окремих модулів. Кожен спосіб має свої переваги і недоліки.
Окремі модулі ультразвукових перетворювачів (випромінювачів) можуть вбудовуватися в технологічні лінії, де потрібна швидке і якісне очищення. Так, наприклад, поступають при безперервному очищенні металевого прокату і дроту на різних стадіях їх виробництва та використання.